# COMICばく
『COMICばく』（コミックばく）は、1984年から1987年まで日本文芸社が刊行していた季刊の漫画雑誌。4年間で全15号が刊行された。編集長夜久弘が、休筆から復活したつげ義春に新作発表の舞台を提供するために作った雑誌である。「ばく」は悪夢を食べるという伝説上の動物「獏」からとったもの。夜久のコミック作家の夢とコミックファンの夢をどん欲に吸収したいとの発想から発刊にこぎつけた。

## 概要
1983年1月、当時休筆中だったつげ義春から日本文芸社の夜久のもとに一通の年賀状が到着。その4年前から『カスタムコミック』でつげを担当していた夜久は、この年賀状を漫画家つげ義春の帰還と直感した。
同年夏、夜久はつげの2年ぶりの新作『散歩の日々』を受け取った。かつてつげ作品を掲載していた『カスタムコミック』が休刊していたため、発表の舞台は『週刊漫画ゴラク』しか残っていなかったが、『週刊漫画ゴラク』編集長の阿部林一郎がつげの新作完成を新雑誌発刊の好機と見て『散歩の日々』の掲載に待ったをかけ、つげを中心とする個性の強い漫画家たちの作品で誌面を埋めた、時流に左右されない、読み応えのある漫画誌を構想。新雑誌の編集長に任命された夜久は、作品にふさわしい舞台を作るべくつげ忠男や花輪和一、畑中純、杉浦日向子、近藤ようこ、やまだ紫といった執筆者に原稿を依頼し、1984年4月30日に創刊号を発売した。表紙は畑中の色彩画が飾っていた。発刊までに多くの時間を費やしたことについて、つげファンに対する後ろめたさを感じたという。
創刊号に掲載された『散歩の日々』に登場するH君を夜久はつげと同じ町内に住む畑中純だと直感した。夜久は畑中の仕事場で多くのイラストを見たが、鳥や魚、獣をイメージの世界に自由に遊ばせ際限なく描き続けた作品の一部を「月夜の音楽会」と題して巻頭に11頁にわたり掲載（カラー3枚、モノクロ6枚）した。
完売したところで大した儲けが出ない雑誌になることは、経理からの原価計算により最初から判明していた。営業部からは、雑誌コードの新規取得の困難さを理由に『週刊漫画ゴラク』の増刊枠で刊行することが提案されたが、「これは増刊で出すようなものではない。つげ義春が新作を描くというのは事件といってもいいぐらい価値のあることだ」という社長の猛反対により、独立した新雑誌として刊行することが決定した。
当初の目標は3万部を売り上げることだったが、実際の売上げ部数は低迷し、創刊号と第2号は共に返品率7割を超過。配本部数は創刊号が3万1080部、第2号が2万7680部、第3号は1万6230部と激減し、実売部数は1万部に満たなかった。編集部としてはつげ義春の名を前面に出して雑誌を売る方針だったが、つげはこれに対して「自分だけが目立つのはイヤ」と抵抗し、第4号で「つげ義春特集」が組まれた時も難色を示した。しかしこの「つげ義春特集号」で実売部数の低下に初めて歯止めがかかり、配本部数が3400部減ったにもかかわらず実売は1000部ほど増加した。
しかしこれ以後、部数は再び低迷し、配本部数は第6号で1万2000部に減り、第7号では1万1000部に転落。実売5000部、返品率5割という状態から脱却するため、表紙を畑中純からつげ義春に替えようとしたが、目立つことをあくまで嫌うつげはこれを頑強に拒絶した。
悩んだ夜久はそれまで20年間勤務していた日本文芸社を退社しフリーになったが、日本文芸社からの依頼により、下請け制作者の立場で『COMICばく』の編集を続行。第12号からは林静一が表紙を担当するようになったが、部数の伸び悩みとつげの不安神経症の悪化に伴って第15号で休刊を迎えた。